# Juan Bravo Murillo
Juan Bravo Murillo (Fregenal de la Sierra, Regne de Sevilla, -actualment Província de Badajoz - 24 de juny de 1803 - Madrid, 11 de febrer de 1873) fou un polític, jurista i economista espanyol. Va ser President del Consell de Ministres d'Espanya durant el regnat d'Isabel II, equivalent a President del Govern en l'actualitat.

## Origen

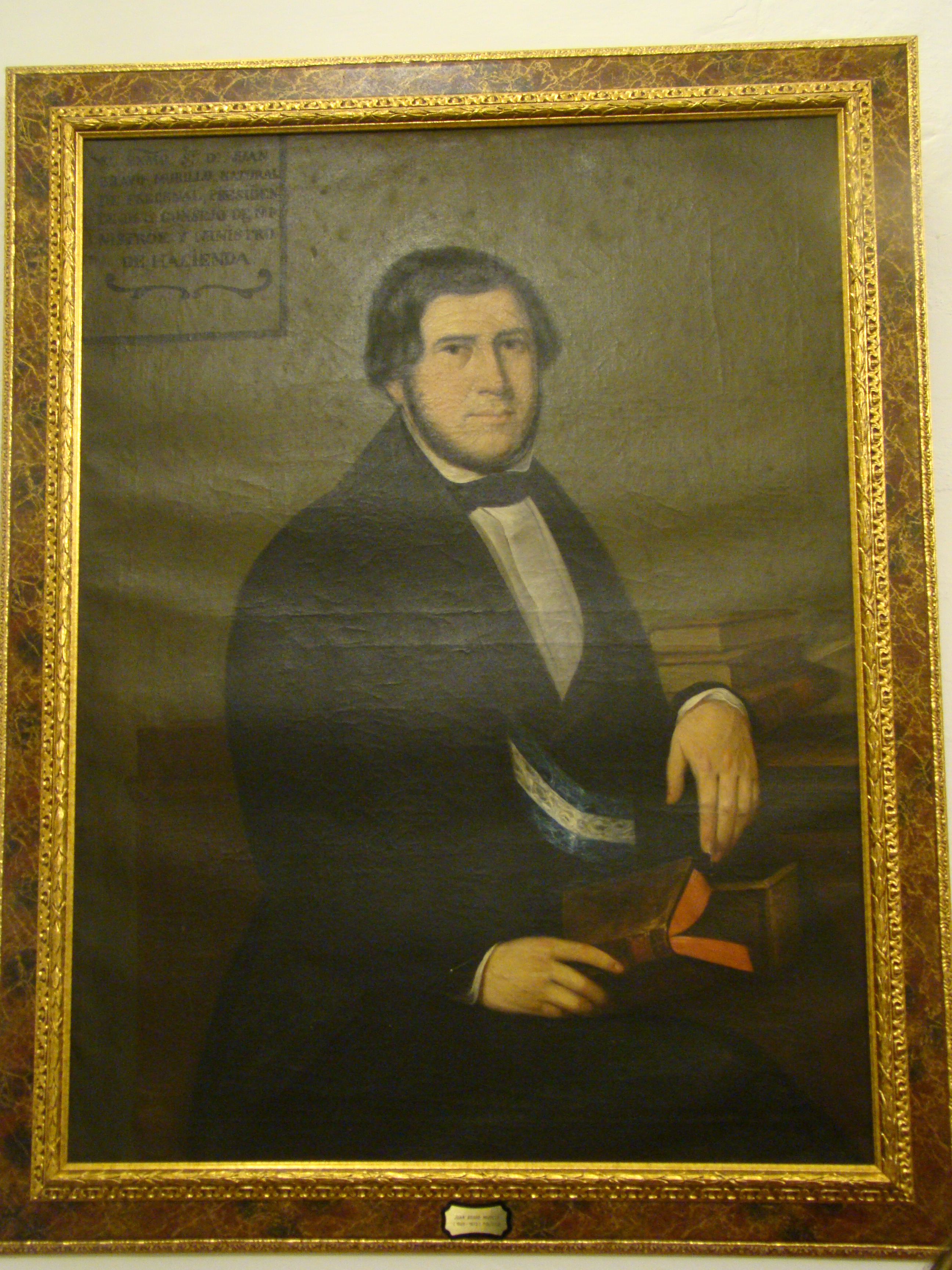
Bravo Murillo al saló dels Fills Il·lustres de Fregenal

Juan Bravo Murillo neix al carrer que avui porta el seu nom a la ciutat de Fregenal de la Sierra, a la província de Badajoz. Es va iniciar en els estudis de filosofia a la seva ciutat natal, compaginant-los després amb els de teologia a la universitat de Sevilla també va estudiar dret a les Universitats de Salamanca i de Sevilla on es va llicenciar en 1825. Després de la mort de Ferran VII va ser nomenat fiscal de l'Audiència Provincial de Cadis.

## Inicis en la política
Va ser escollit diputat en 1837 i 1840 militant en les files del Partit Moderat. Fins a aquest moment la seva activitat política va ser escassa a causa que les seves idees reaccionàries xocaven amb l'esperit liberal del general Baldomero Espartero, regent durant la minoria d'edat de la reina Isabel II.

## Al govern
En 1847, durant la Dècada Moderada, va ser nomenat ministre de Gràcia i Justícia per Carlos Martínez de Irujo.
Posteriorment és nomenat per Narváez Ministre d'Hisenda des del 19 d'agost de 1849 al 18 d'octubre de 1849. Com a titular del Ministeri va ser un pilar fonamental de l'Administració General de l'Estat.
De fet, sota el seu ministeri es promulgà la Llei de Comptabilitat de 1850. Va consagrar el terme Ministeri per substituir al clàssic de Secretaria d'Estat i del Despatx. Va organitzar el Departament sota un patró modern de caràcter burocràtic. Es va reforçar l'autoritat del Ministre sobre els directors generals. Amb ell es van consagrar com a òrgans clàssics de la Hisenda Pública, les direccions generals d'Impostos Directes i Indirectes, de Comptabilitat, que van ser precedent de l'actual Intervenció General de l'Estat, del Deute i també del Contenciós.
A més d'això, Bravo Murillo també va impulsar la creació de la Caixa General de Dipòsits, instrument dissenyat inicialment per lliurar a l'Estat de la dependència dels bancs a l'hora d'aconseguir nous emprèstits. Però al final no va assortir els efectes esperats.
Sota el seu ministeri es van considerar tots els aspectes necessaris per a la correcta administració i defensa dels recursos fiscals de la nació. Les reformes orgàniques i burocràtiques de Bravo Murillo van perdurar pràcticament en el que restava del segle xix.
També va ser nomenat Ministre de Comerç, Instrucció i Obres Públiques des del 10 de novembre de 1847 i el 31 d'agost de 1847.

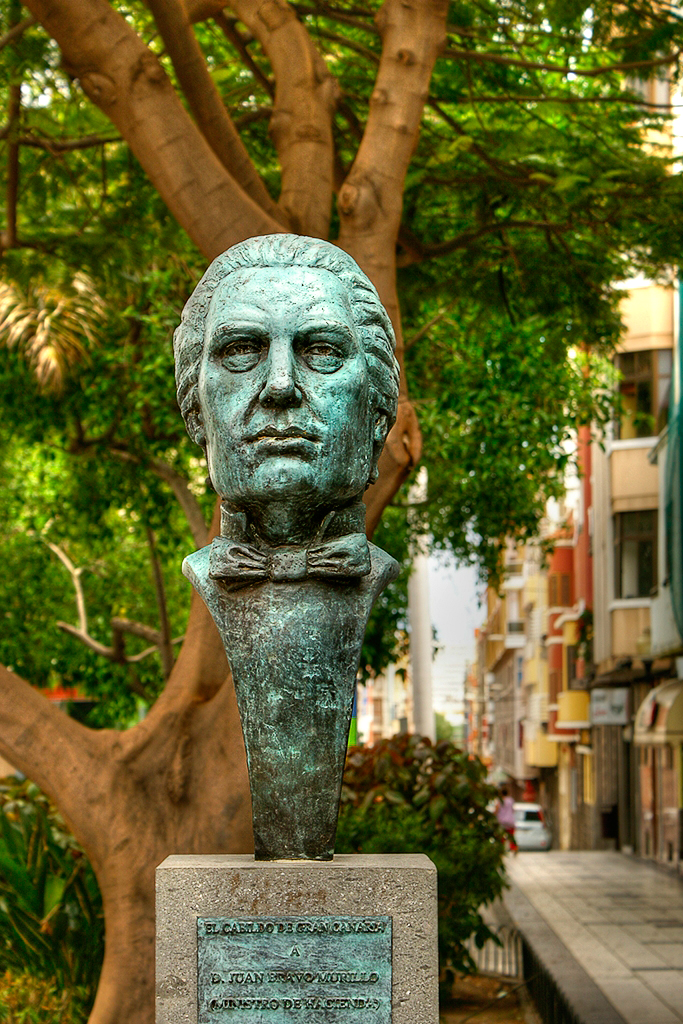
Bust de Bravo Murillo en Las Palmas de Gran Canària

Finalment en 1850 és nomenat President del Consell de Ministres d'Espanya, que tornarà a ocupar de 1851 a 1852. Els successos de la revolució de 1848 el van portar a redactar un Projecte constitucional de 1852 de caràcter absolutista per a eliminar el caràcter liberal que al seu parer tenia la Constitució de 1845 però és impopular i fou rebutjada. L'arribada del Bienni Progressista l'obligarà a abandonar la política, encara que ocasionalment seria President del Congrés dels Diputats el 1858.
Entre les seves actuacions, a més del projecte constitucional, cal destacar l'inici de les obres del Canal d'Isabel II (vegeu Història del Canal d'Isabel II), que dota àdhuc avui dia a Madrid d'aigua potable que no ve del riu Manzanares; la introducció del sistema mètric decimal en 1849, la signatura del Concordat de 1851 amb la Santa Seu, l'arranjament del deute públic de 1851, la Llei de Funcionaris de 1852, reorganitza els serveis centrals i perifèrics, la crea la Direcció general de la Contenciós, promou la fundació del Butlletí Oficial de l'Estat i la promulgació de la Llei de Ports Francs de Canàries (1852).